# Mafarruji
Mufaddal ibn Sa'd al-Mafarruji, comúnmente conocido como Mafarruji, fue un historiador iranio autor del Kitab Mahasin Isfahan árabe (Libro de las bellezas de Isfahán), una historia local de su ciudad natal Isfahán.
Los historiadores modernos generalmente están de acuerdo en que Maffarruji compuso su obra durante el reinado del sultán selyúcida Malik Shah I (r. 1072-1092).
Apenas se conoce algo sobre la vida de Mafarruji. Pertenecía a una de las principales familias de Isfahán y descendía (o insistía en serlo) de la aristocracia del Imperio sasánida preislámico (224–651). Su familia probablemente poseía tierras alrededor de Isfahán. Su abuelo paterno era Abu Muslim Tahir ibn Muhammad, un poeta del séquito del prominente rey búyida Adud al-Dawla (r. 949–983). Su abuelo materno era Abu Hasan al-Anda'ani, que estaba relacionado con el gobernador de Isfahán.